# نائوکی موتومورا
نائوکی موتومورا (انگلیسی: Naoki Motomura؛ زادهٔ ۱۱ آوریل ۱۹۹۲) بازیکن راگبی اهل ژاپن است.